# Trotteur
Der Ausdruck Trotteur (vom französischen „trotteur“ „Traber“; im Schuhhandel und in der Schuhmode etwa „zum Gehen geeignet“) bezeichnet bequeme Straßenschuhe mit einem flachen Absatz und großer Auftrittsfläche.